# Čechůvky

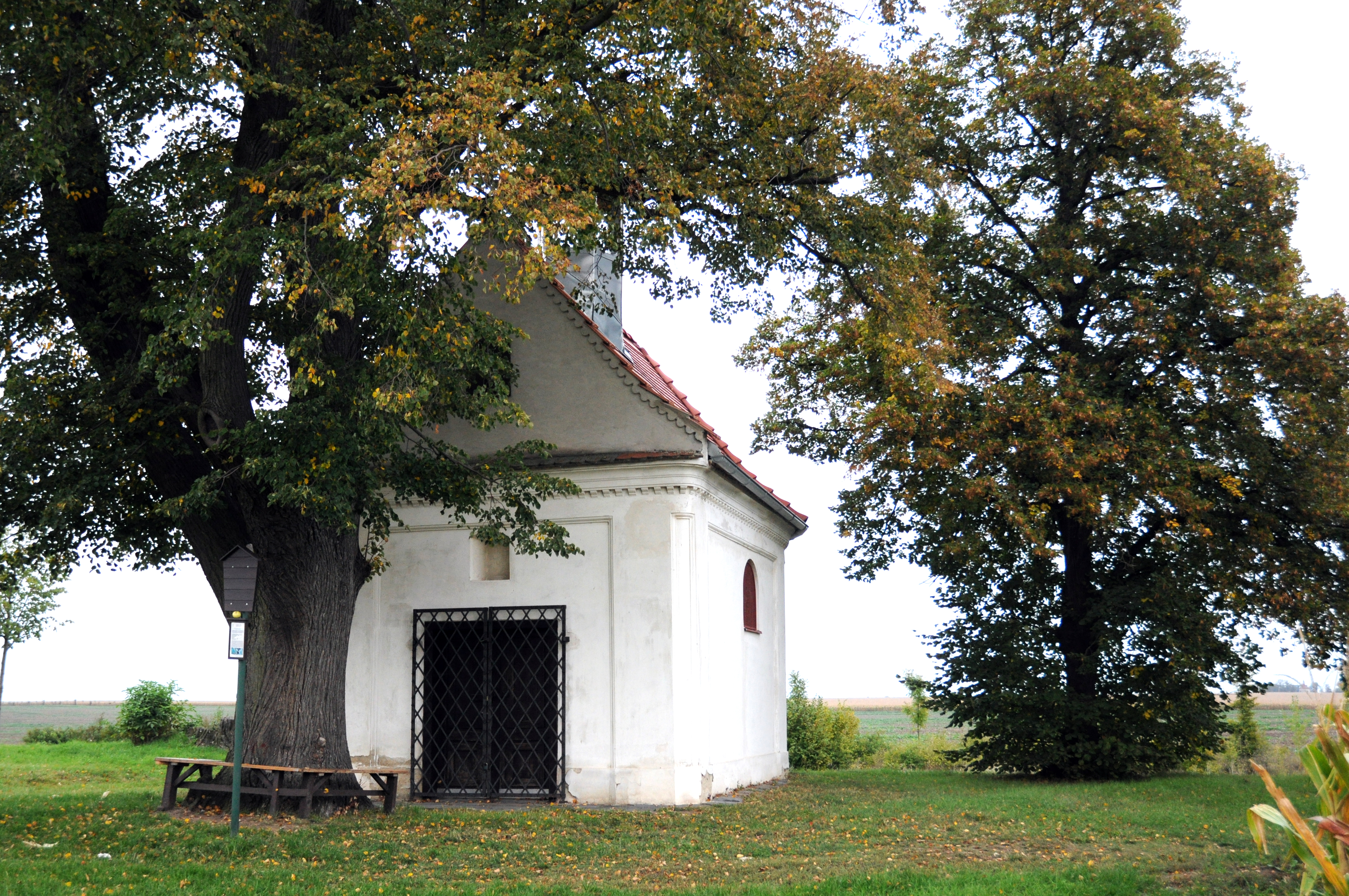

Čechůvky is een dorp nabij Prostějov in de Tsjechische regio Olomouc. Administratief is het een deel van Prostějov. Het dorp heeft 163 inwoners (2001). Op het grondgebied van het dorp ligt de spoorweghalte Kraličky, die het gehucht Kraličky in de naastgelegen gemeente Kralice na Hané bedient.